# Continuum (альбом Джона Мейера)
| Оценки критиков      | Оценки критиков |
| Источник             | Оценка          |
| -------------------- | --------------- |
| Allmusic             | [ 4 ]           |
| Blender              | [ 5 ]           |
| Entertainment Weekly | B−              |
| Los Angeles Times    | [ 6 ]           |
| Mojo                 | [ 2 ]           |
| PopMatters           | 7/10            |
| Q                    | [ 7 ]           |
| Rolling Stone        | [ 8 ]           |
| Slant Magazine       | [ 9 ]           |
| Stylus Magazine      | C               |

Continuum — третий студийный альбом американского рок-музыканта Джона Мейера, вышедший 12 сентября 2006 года на лейбле Columbia Records. Сопродюсерами были Джон Мейер и Стив Джордан. Диск достиг № 2 в американском хит-параде Billboard 200 и получил Грэмми в категории Лучший вокальный поп-альбом.

## Об альбоме
Ещё до выхода альбом получил положительные отзывы музыкальных критиков и интернет-изданий (суммарно 67/100 от сайта Metacritic): Allmusic, Mojo, Los Angeles Times, Now, MSN Music, Robert Christgau, Rolling Stone (журнал назвал альбом № 11 по итогам всего 2006 года), Slant Magazine, Entertainment Weekly, Stylus Magazine, Q.
Continuum дебютировал на № 2 в американском хит-параде Billboard 200 с тиражом 300,186 копий, а достичь ему первого места помешал диск Джастина Тимберлейка FutureSex/LoveSounds, вышедший одновременно. Тираж альбома Continuum к 2010 году достиг 2,272,747 копий в СШАи стал для Мейера 3-м мультиплатиновым студийным диском в карьере. Он оставался в top-100 хит-парада Billboard 200 50 недель (из которых 37 недель в top-50).
Альбом выиграл премию Грэмми в категории Лучший вокальный поп-альбом года, а 3 песни с него получили свои статуэтки в других номинациях.

## Список композиций
| №                   | Название                                           | Автор(ы)                            | Длительность |
| ------------------- | -------------------------------------------------- | ----------------------------------- | ------------ |
| 1.                  | «Waiting on the World to Change»                   | John Mayer                          | 3:21         |
| 2.                  | «I Don't Trust Myself (With Loving You)»           | Mayer                               | 4:52         |
| 3.                  | «Belief»                                           | Mayer                               | 4:02         |
| 4.                  | «Gravity (песня Джона Мейера)»                     | Mayer                               | 4:05         |
| 5.                  | «The Heart of Life»                                | Mayer                               | 3:19         |
| 6.                  | «Vultures»                                         | Mayer, Steve Jordan, Pino Palladino | 4:11         |
| 7.                  | «Stop This Train»                                  | Mayer                               | 4:45         |
| 8.                  | «Slow Dancing in a Burning Room»                   | Mayer                               | 4:02         |
| 9.                  | «Bold as Love» (The Jimi Hendrix Experience cover) | Jimi Hendrix                        | 4:18         |
| 10.                 | «Dreaming with a Broken Heart»                     | Mayer                               | 4:07         |
| 11.                 | «In Repair»                                        | Mayer, Charlie Hunter               | 6:09         |
| 12.                 | «I'm Gonna Find Another You»                       | Mayer                               | 2:43         |
| Общая длительность: | Общая длительность:                                | Общая длительность:                 | 49:54        |

| №                   | Название            | Автор(ы)            | Длительность |
| ------------------- | ------------------- | ------------------- | ------------ |
| 13.                 | «Say»               | Mayer               | 3:49         |
| Общая длительность: | Общая длительность: | Общая длительность: | 53:51        |

| №                   | Название                                     | Автор(ы)                                           | Live details                                          | Длительность |
| ------------------- | -------------------------------------------- | -------------------------------------------------- | ----------------------------------------------------- | ------------ |
| 1.                  | «Vultures»                                   | Mayer, Jordan, Palladino                           | Charter One Pavilion, Чикаго, Иллинойс, 28/6/2007     | 5:40         |
| 2.                  | «Belief»                                     | Mayer                                              | U.S. Bank Arena, Цинциннати, Огайо, 26/6/2007         | 6:04         |
| 3.                  | «Waiting on the World to Change»             | Mayer                                              | Verizon Center, Washington, D.C., 25/7/2007           | 3:39         |
| 4.                  | «Dreaming with a Broken Heart»               | Mayer                                              | Hollywood Bowl, Los Angeles, Калифорния, 10/6/2007    | 4:15         |
| 5.                  | «I Don't Need No Doctor» (Ray Charles cover) | Joseph Armstead, Nickolas Ashford, Valerie Simpson | Wells Fargo Arena, Des Moines, Iowa, 18/6/2007        | 5:54         |
| 6.                  | «Gravity»                                    | Mayer                                              | Blossom Music Center, Cuyahoga Falls, Огайо, 1/7/2007 | 10:20        |
| Общая длительность: | Общая длительность:                          | Общая длительность:                                | Общая длительность:                                   | 36:43        |

## Позиции в чартах
| Чарт (2006—2007)                 | Высшая позиция |
| -------------------------------- | -------------- |
| Австралия (ARIA)                 | 12             |
| Канада (Canadian Albums Chart)   | 2              |
| Дания (Hitlisten)                | 24             |
| Нидерланды (Album Top 100)       | 12             |
| Германия (Offizielle Top 100)    | 39             |
| Новая Зеландия (RMNZ)            | 9              |
| Великобритания (UK Albums Chart) | 46             |
| США (Billboard 200)              | 2              |
| США (Billboard Top Rock Albums)  | 1              |

## Сертификации
| Регион | Сертификация  | Продажи   |
| --- | ------------- | --------- |
| Австралия (ARIA) | 2× Платиновый | 140 000   |
| Канада (Music Canada) | Платиновый    | 100 000^  |
| Дания (IFPI Danmark) | 3× Платиновый | 60 000    |
| Нидерланды (NVPI) | Золотой       | 35 000^   |
| Новая Зеландия (RMNZ) | Золотой       | 7500^     |
| Великобритания (BPI) | Золотой       | 100 000   |
| США (RIAA) | 4× Платиновый | 4 000 000 |
| ^ Данные о тиражах приведены только на основе сертификации. · Данные о продажах + прослушиваниях приведены только на основе сертификации. |               |           |